# Only a Pawn in Their Game
Only a Pawn in Their Game – piosenka typu pieśń protestu skomponowana przez Boba Dylana, nagrana przez niego w sierpniu 1963 r. i wydana na trzecim studyjnym albumie The Times They Are a-Changin’ w styczniu 1964 r.

## Historia i charakter utworu
Ten jeden z najważniejszych utworów Dylana związanych z aktualnymi wydarzeniami, był reakcją na zamordowanie 12 czerwca 1963 r. przywódcy ruchu praw obywatelskich Medgara Eversa.
Właściwie wszyscy muzycy z kręgu magazynu Broadside (jak m.in. Phil Ochs i Gil Turner) odpowiedzieli na to swoimi kompozycjami. Z tych kompozycji najmocniejszą pod każdym względem okazał się protest song „Only a Pawn in Their Game” Boba Dylana, chociaż trudno zaliczyć go do najlepszych jego utworów, zarówno jeśli chodzi o tekst, jak i o muzykę.
Prawie cały utwór jest bliski reportażowi, co było głównym zarzutem Phila Ochsa wobec Dylana. Jednak Dylan potrafił wybrnąć i z tego; wykorzystał zamordowanie Eversa do zbadania korzeni rasistowskiej polityki na Południu, co określa się terminem „prawa Jima Crowa” lub tylko „Jim Crow”. Dylan potrafił zejść głębiej i porzucił narzucające się łatwe zdemonizowanie mordercy. Zobaczył, że biała biedota Południa jest także pewnego rodzaju ofiarą, poddaną uciskowi, chociaż subtelniejszemu niż poddani byli czarni mieszkańcy, i manipulacji.
Zamordowanie Eversa było głównym czynnikiem, który spowodował podpisanie przez prez. Lyndona Johnsona prawa „Civil Rights Act” (pol. Ustawy o Prawach Obywatelskich) w 1964 r. i „Voting Rights Act” (pol. Ustawy o Prawach Głosowania) w 1965 r.
Ze względu na wyjątkowo aktualną tematykę kompozycja ta była wykonywana przez Dylana tylko w latach 60. XX wieku.

## Wersje Dylana
Właściwie piosenka ta była wykonywana przez Dylana tylko w latach 60. XX wieku.
- 6 lipca 1963 – pierwsze wykonanie tej kompozycji na farmie Silasa Magee w Greenwood w stanie Missisipi. Dylan znalazł się tam w ramach akcji propagującej rejestrację do wyborów ludności afroamerykańskiej. Dylan był tam z Teodorem Bikelem i Pete’em Seegerem. Wykonanie piosenki zostało sfilmowane (Dont Look Back).
- 17 lipca 1963 – nagrania w domu Dave’a Whitakera w Minneapolis w stanie Minnesota.
- 27 lipca 1963 – występ na Newport Folk Festival zarejestrowany na płycie i na filmie The Other Side of the Mirror (...).
- 30 lipca 1963 – nagranie w studiu TV WNEW dla programu „Songs of Freedom”.
- 6 sierpnia 1963 – sesje do albumu w Columbia Studio A w Nowym Jorku
- 7 sierpnia 1963 – sesje do albumu w Columbia Studio A w Nowym Jorku. Jedna z tych wersji znalazła się na albumie
- 28 sierpnia 1963 – występ w czasie „marszu na Waszyngton”. Album We Shall Overcome.
- 26 października 1963 – koncert w Carnegie Hall; pierwszy koncert na który Dylan zaprosił swoich rodziców. Koncert został nagrany przez Columbię i wybrane z nagrania z tego koncertu w połączeniu z wybranymi nagraniami z dwu innych koncertów miał stanowić treść koncertowego albumu Dylana. Plany zostały porzucone i pozostała z nich tylko wydrukowana okładka płyty.
- 17 maja 1964 – koncert w „Royal Festival Hall” w Londynie.
- koniec września 1964 – koncert w „Town Hall” w Filadelfii w stanie Pensylwania

## Dyskografia i wideografia
Dyski/płyty
- Różni artyści We Shall Overcome (1964)
- Różni artyści Freedom is a Constant: Songs of the Mississippi Civil Rights Movement (1994)

Film
- Dont Look Back (1967)
- The Other Side of the Mirror. Bob Dylan Live at the Newport Folk Festival 1963–1965 (2007)

## Inne wykonania
- John P. Hammond – From Bessie Smith to Bruce Springsteen (1990)
- Roy Bailey – Business as Usual (1994)
- Insol – Insol (1998)